# 石天爵
石天爵（？—1542年），16世纪蒙古右翼土默特部領主俺答汗的使臣。
石天爵原本是明朝的边民，后来进入蒙古土默特，学会了蒙古语。嘉靖二十年（1541年），俺答汗命他和肯切至大同镇，向明朝要求通贡互市，明世宗拒绝，并把他扣留。随后，经过俺答汗强烈要求，明朝放回石天爵，肯切还是被明朝留为人质。嘉靖二十一年（1542年），俺答汗命他抵达大同镇，要求通贡互市，明朝大同巡抚龙大有把他拘捕，明世宗下令将他和肯切一起处死，蒙古土默特与明朝随即爆发激烈的军事冲突。